# 香港童聲合唱協會
香港童聲合唱協會於1997年11月由多位熱心童聲合唱的人士籌組成立，是政府註冊的非牟利團體，並連續四年獲香港藝術發展局資助，主要在港舉行各類型合唱活動。
協會旨在推動香港的兒童及青年合唱及音樂教育的發展，提高本地童聲合唱水平，及促進國內外青少年合唱交流活動。並舉辦多項活動，包括合唱指揮講座、工作坊、國內及海外交流團和歌曲創作比賽等，藉以推動童聲合唱發展。協會分別於1998年及2001年舉行「國際童聲合唱節暨世界童聲合唱會議」，在2005年7月舉辦了「2005世界童聲合唱節」及協辦「第三屆中國國際童聲合唱節」。
協會於2006年首次舉辦「2006香港國際青少年合唱節」，廣邀世界各地享負盛名的合唱團及合唱專家在本港及多個大城市交流和演唱，而該次活動吸引全球五大洲多支合唱勁旅到港參賽。其後於2008年、2011年及2013年再度舉辦第二至四屆「香港國際青少年合唱節」。第五屆將於2015年7月13至18日舉行，並更名為「世界青少年合唱節－香港」。

## 合唱資料中心
協會得到香港藝術發展局的資助成立合唱資料中心，中心已於1999年9月啟用。中心為眾多音樂界人士服務，蒐集了很多熱門的中外兒童合唱歌集、樂譜、錄音帶、鐳射唱片及合唱指揮教材等，供會員借閱、參考和使用。

## 董事局
| 職銜         | 人士           |
| ------------ | -------------- |
| 永遠名譽會長 | 費明儀女士 SBS |
| 會長         | 唐少偉教授     |
| 副會長       | 盧家其先生     |
| 董事         | 李咏絃小姐     |
|              | 羅乃新女士 MH  |
|              | 曾美儀女士     |
|              | 葉長盛先生     |
|              | 葉勇毅先生     |

## 顧問
| 職銜 | 人士             |
| ---- | ---------------- |
| 顧問 | 陳浩才           |
|      | 陳國寧           |
|      | 陳偉光           |
|      | 陳遠嫻           |
|      | 陳 健            |
|      | 張美萍           |
|      | 趙鈞鴻           |
|      | 羅永暉           |
|      | 李德君           |
|      | 劉雲厚           |
|      | 馬革順           |
|      | 馬寧熙           |
|      | 勒普斯．穆布亞巴 |
|      | 孟大鵬           |
|      | 莫鳳儀           |
|      | 譚靜芝           |
|      | 林 菁            |
|      | 田玉斌           |
|      | 尚格．韋堅士     |
|      | 嚴良堃           |
|      | 丘日謙           |
|      | 葉敬平           |
|      | 葉惠康           |
|      | 葉詠詩           |

## 連結
- 香港童聲合唱協會官方網頁 （页面存档备份，存于）
- 世界青少年合唱節—香港（前稱香港國際青少年合唱節）官方網頁 （页面存档备份，存于）

## 外部參考
1. ↑  香港童聲合唱協會：董事局及顧問 （页面存档备份，存于），2015年1月23日